# Earl Averill
Howard Earl Averill (Snohomish, 21 maggio 1902 – Everett, 16 ottobre 1983) è stato un giocatore di baseball statunitense di ruolo esterno nella Major League Baseball (MLB). È stato inserito nella National Baseball Hall of Fame nel 1975.

## Carriera
Averill debuttò nella Major League nel 1929 coi Cleveland Indians con cui giocò per dieci anni e di cui rimane il leader per basi totali, punti battuti a casa, corse e tripli. Inoltre è al terzo posto in battute e doppi e quarto in fuoricampo. Durante i suoi anni a Cleveland, la squadra non si classificò mai meglio di terza. Averill fu il primo giocatore della Major League a colpire quattro home run in un doubleheader (uno a partita) il 17 settembre 1930 e uno dei primi giocatori a batterne uno alla sua prima sessione in battuta (il 16 aprile 1929). Averill batté col .378 nel 1936, guidando la American League in battute con 232, ma finendo secondo dietro Luke Appling nella media (Appling colpì col .388 quell'anno).
Averill fu scambiato coi Detroit Tigers a metà della stagione 1939. L'anno successivo, pur giocando poco, raggiunse le sue prime World Series, che i Tigers persero per 4 gare a 3 contro i Cincinnati Reds.

## Palmarès
- MLB All-Star: 6

1933-1938
- Numero 3 ritirato dai Cleveland Indians